# 全翅地肤
全翅地肤（学名：Kochia krylovii）是苋科地肤属的植物。分布在蒙古、西伯利亚以及中国大陆的新疆等地，常生于河滩和荒地，目前尚未由人工引种栽培。